# St Katharine Cree

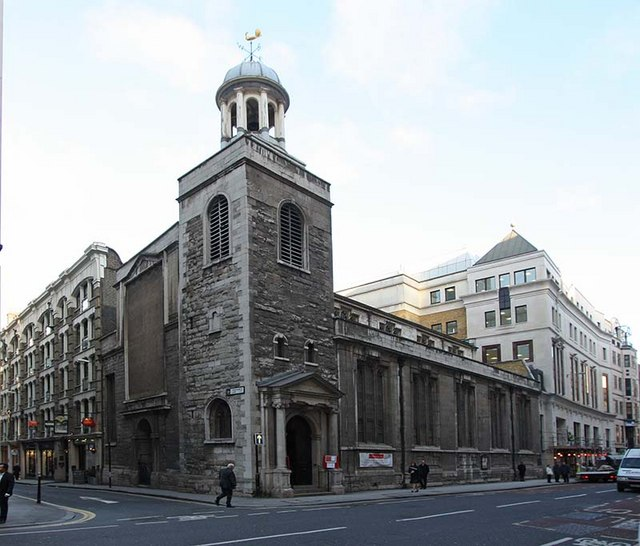
Fast gerades Foto von St Katharine

St Katharine Cree ist ein Kirchengebäude der anglikanischen Church of England in der Leadenhall Street in der City of London. Die 1628 bis 1631 gebaute Kirche ist die einzig erhaltene Kirche aus der jakobinischen Zeit, die es noch in London gibt. Die Kirche zeigt eine seltene Verbindung von gotischen und neoklassischen Elementen und ist reichhaltig in der Tradition eines Proto-Anglo-Katholizismus geschmückt.
Heute gibt es mangels Einwohnern in der Londoner City keine aktive Gemeinde mehr in St Katharina Cree. 1950 erklärte sie ein britisches Gesetz zur Gildenkirche für Finanz, Handel und Industrie. Es ist die Ward Church von Aldgate in der City. Die Malankara-Orthodox-Syrische Kirche hält hier sonntags Gottesdienste ab.
Der Name ist im Laufe der Zeit aus dem ursprünglichen St Katharine Christchurch entstanden und bezieht sich auf das Kloster Holy Trinity, Christ Church, zu dem St Katharine einst gehörte. Hans Holbein der Jüngere ist entweder in St Katharine oder in der benachbarten Kirche St Andrew Undershaft begraben.

## Geschichte
Vermutlich entstand eine Kirche an der Stelle von St Katharine Cree als Friedhofskapelle des Holy-Trinity-Klosters. Der erste Bau stammte aus dem frühen 13. Jahrhundert, ein Nachfolger aus den Jahren 1280–1303. Bereits im Jahr 1414 allerdings gab es eine vollwertige Kirche mit eigener Gemeinde St Katharine. Im Jahr 1504 entstand ein neuer Bau. Von diesem ist der Turm erhalten, der die ansonsten jüngere Kirche schmückt. Eingang zum Turm und die Kuppel auf dem Turm allerdings stammen erst aus dem späten 18. Jahrhundert.
St Katharine Cree entstand zwischen 1628 und 1631 und ist eines der wichtigsten Kirchengebäude dieser Zeit. Während des jakobinischen Zeitalters befand sich der englische Kirchenbau an einem Tiefpunkt. Sie ist deshalb auch die einzige erhaltene Kirche dieser Epoche in London.
Die Kirche widmete der Bischof von London William Laud, der wenig später Erzbischof von Canterbury und noch später hingerichtet wurde. Laud, einer der Caroline Divines, Vorläufer des Anglo-Katholizismus und entschiedener Gegner puritanischer und calvinistischer Strömungen in der anglikanischen Kirche, ließ in St Katharine Cree den Idealtypus seines Kirchenbauprogramms umsetzen. In St Katharine sind viele Konzepte konsequent umgesetzt, die Laud in seiner kurzen Zeit als Bischof von London auf bereits vorhandene andere Kirchen seines Wirkungsgebiets ausweiten ließ.
Im Gegensetz zu den vorherrschenden puritanischen Kirchenbauten der Zeit, ist St Katharine Cree streng in Ost-West-Richtung orientiert und auf den Altar hin ausgerichtet. Der Gottesdienst in der Gemeinde sollte zum Altar hin orientiert sein, nicht hin zur Gemeinde. Im Gegensatz zu den einfachen weißen Wanden calvinistischer Kirchen der Zeit, sind Decken und Wände reichhaltig geschmückt.
Die Kirche überstand den Großen Brand von London unbeschadet. Nach dem Feuer nutzten die Livery Companies die Kirche um Nahrungsmittel an die Arbeiter auszugeben, die die Livery Halls wieder aufbauten.
Seit 1649 findet jährlich am 16. Oktober der Lion Service statt. In ihm wird der Rettung des damaligen Lord Mayors von London, John Gayer, vor Löwen gedacht. Gayer war auf einer Handelsreise von seinen Begleitern getrennt worden und eingeschlafen. Am nächsten Morgen fand man Spuren von Löwen rund um Gayers Schlafstelle, er selbst war aber unverletzt. Nach seiner Rückkehr nach London spendete Gayer für die Armen der Gemeinde und auch das Taufbecken für die Kirche, um den jährlichen Dankgottesdienst abhalten zu lassen.
Sie erlitt im Zweiten Weltkrieg Beschädigungen am Dach. Beim Bombenanschlag 1992 auf den nahe gelegenen Baltic Exchange wurde das Ostfenster zerstört.
Größere Restaurierungen erfolgten zum einen in den Jahren 1878–1879 durch R.P. Notley und 1956–1962 durch Marshall Sisson. Die letztere war vor allem damit befasst, Kriegsschäden durch den London Blitz zu reparieren.
Im Jahr 1950 wurde die Kirche vom britischen Parlament zu einer von sieben Guild Churches deklariert, die während des Tages für die Angestellten in der City of London da sein sollte. Im selben Jahr wurde sie ein Grad I listed building. Von 1962 bis 1997 nutzte vor allem die Industrial Christian Fellowship das Gebäude. Von 1998 bis 2003 war sie Sitz der City Church Development Group, die den Zugang zu den Londonern Kirchen erleichtern wollte.

## Architektur

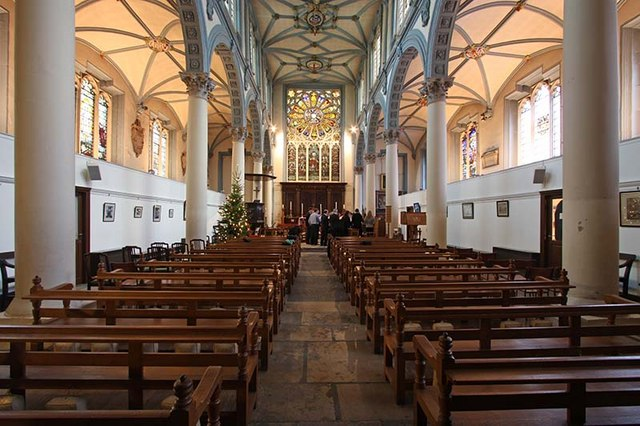
Innenraum von St Katharine

Der Kirchhof ist seit 1965 als Garten gestaltet. In seiner Mitte steht ein Brunnen aus diesem Jahr, der von wesentlich älteren Halbsäulen mit Dreiecksgiebel umrahmt wird. Ähnlich wie in der nahegelegenen St Olave Hart Street ist der Zugang zum Hof durch einen steinernen Durchgang, der als memento mori mit einer Leiche verziert ist.
Die Kirche selbst ist ungewöhnlich, da sie in einem gotischen Bau zahlreiche Elemente des damals neuen Palladianismus integriert.
Die Südseite der Kirche liegt an der Leadenhall Street. Diese stammt aus dem 17. Jahrhundert und ist aus Ragstone gefertigt. An ihrem Fundament erkennt man noch die wiedergenutzten Fundamente der älteren mittelalterlichen Kirche. Die dreigeteilten Fenster sind in der Mitte leicht erhöht. Die gerade Brüstung ersetzte im 18. Jahrhundert die älteren Dreiecksgiebel über den Fenstern an Mitte und Enden. An der Südwand des Kirchenschiffs ist eine kleine Sonnenuhr befestigt.
Auf der Westseite ist ein großes Fenster mit einem kleinen Dreiecksgiebel oberhalb. Dieses ist aber bereits seit 1686 zugemauert. Die Fensterrose aus der Ostseite soll nach dem Vorbild in der alten (Vor-Brand) St Paul’s Cathedral gestaltet sein.
Der Innenraum gliedert sich in sechs Joche, die teilweise durch die schiefe Westwand abgeschnitten sind. Korinthische Säulen tragen die Arkaden, die – untypisch für die Periode – ohne dazwischenliegendes Gebälk auskommen. Die beiden Joche des Chores sind reichhaltiger verziert als der Rest des Innenraums. Die Schlusssteine sind mit den Wappen der Livery Companies versehen.
Im Nordwesten des Hauptschiffs verraten die gestauchten die schmaleren Abmessungen der mittelalterlichen Vorgängerkirche. Ebenfalls hier ist noch eine Mauer aus dem 15. Jahrhundert. Dort zeigt sich auch am besten die Erhöhung des Fußbodens, der seit dem 17. Jahrhundert 1,5 Meter über dem mittelalterlichen Niveau liegt.

## Ausstattung

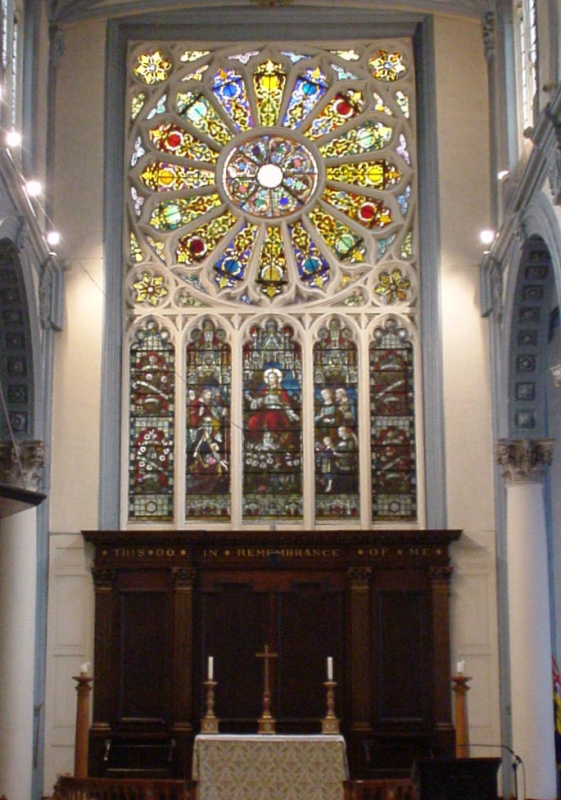
Altar und Fenster

Das achteckige Taufbecken aus Marmor stammt aus dem Baujahr der Kirche von 1631, noch mit originalem Beschlagwerk. Das Altarretabel ist schlicht, mit korinthischen Säulen, aus dem Jahr 1728.
Die fein geschnitzte Orgel stammt aus dem Jahr 1686, mit Ergänzungen im 19. Jahrhundert, und wurde von Father Smith gefertigt. Zur Sachverständigenkommission zählten John Blow, Henry Purcell, John Moss und Francis Forcer. Sowohl Georg Friedrich Händel wie auch Henry Purcell haben auf der Orgel gespielt. Die Orgel wurde 2003 restauriert. In der Kirche stehen Monumente für den englischen Politiker Nicholas Throckmorton, Bartholomew Ellnor (von Humphrey Moyer), Richard Spencer (von Thomas Cartwright), Samuel Thorp (von Bacon), einer gebeugten Frau, Ralph Clay. Throckmorton, der als graue Eminenz im Konflikt zwischen Königin Elisabeth I. und Maria Stuart agierte. Throckmorton ist auch in der Kirche begraben.